# Krščanski križ
Krščanski križ je eden od najbolj znanih simbolov krščanstva. Njegov pomen se skriva v dejstvu, da je bil Jezus Kristus od Poncija Pilata obsojen na smrt s križanjem, in v verovanju, da je Jezus po tem vstal od mrtvih.
Križ s podobo Kristusa se imenuje razpêlo. Razpelo je lahko manjše in je postavljeno v nekem prostoru, večja razpela pa se nahajajo v pokrajini.
Križ ali pokrižanje je tudi gib z roko, pri katerem se prsti dotaknejo čela, prsi, leve in desne rame (katoliki), oziroma čela, prsi, desne in leve rame (pravoslavci). 
Križ je zelo star simbol, ki je bi znan že dolgo pred Kristusom v različnih likovnih izvedbah. Že dolgo pred Kristusom je bilo znano tudi križanje kot oblika mučenja in usmrtitve. Vendar pa je ravno Kristusova smrt na križu dala temu simbolu nov pomen.
V prvih treh stoletjih krščanstva se križ ni uveljavil kot simbol nove vere, saj je v tem času zbujal premočne negativne asociacije - križ je bil za ljudi tistega časa v prvi vrsti orodje mučenja in ponižanja (simbola krščanstva sta bila takrat riba - ihtis in labarum - XP). Križ se je prvič pojavil v drugačni konotaciji leta 312, ko je Konstantin Veliki pred bitko pri Milvijskem mostu doživel videnje križa in slišal glas: »V tem znamenju boš zmagal.« Konstantin Veliki je leta 313 objavil Milanski edikt in priznal krščanstvo za uradno vero. Po tem križanje kot oblika mučenja ni bilo več v navadi in križ je v naslednjem stoletju ali dveh postal najpomembnejši in najprepoznavnejši simbol krščanske vere. Tako je križ iz znaka ponižanja in smrti postal simbol Jezusovega vstajenja in slave. Križ so začeli upodabljati na različnih predmetih. Pozneje so začeli križ upoorabljati tudi za osnovni tloris cerkva in kot znak moči in oblasti Cerkve. Najpogostejši obliki krščanskega križa sta
grški križ (ki ima štiri enako dolge krake) in latinski križ (ki ima spodnji krak daljši).